# Ржавец (приток Смоша)
Ржавец, Пустовский Яр, Черномазовщина (укр. Іржавець, Пустовський Яр, Чорномазівщина) — правый приток реки Смоша, протекающий по Прилукскому району Черниговской области Украины.

## География
Длина — 11, 14 км. Площадь водосборного бассейна — 54,6 км². 
Река течёт на юго-восток. Река берет начало от двух ручьёв — на северной окраине села и западнее села Иржавец, которые сливаются в селе Ступаковка. Впадает в реку Смош (на 23-м км от её устья) в селе Иваница.
В приустьевой части создано водохранилище, есть пруды.
Нет крупных притоков.
Правый исток-ручей расположен на территории лесного заказника Диброва-ІІ, который включает лесной массив, а пруд на ручье — гидрологический заказник Диброва.

## Населённые пункты
1. Иржавец
2. Ступаковка
3. Зинченково